# 사전 기반 부호화
사전 기반 부호화(Dictionary coder)는 데이터 구조(사전 기반 부호화에서 '사전'이 의미하는 것)가 담고 있는 문자열의 집합과 압축된 텍스트 사이에서 일치하는 항목을 찾아 동작하는 무손실 데이터 압축 알고리즘이다.